# Cmentarz przy ul. Morskiej w Braniewie
Cmentarz przy ul. Morskiej w Braniewie (cmentarz św. Magdaleny, niem. Magdalenenfriedhof) – cmentarz komunalny w Braniewie o powierzchni 1,5739 ha, posiadający zabytkową bramą oraz ogrodzenie.

## Powstanie i historia cmentarza

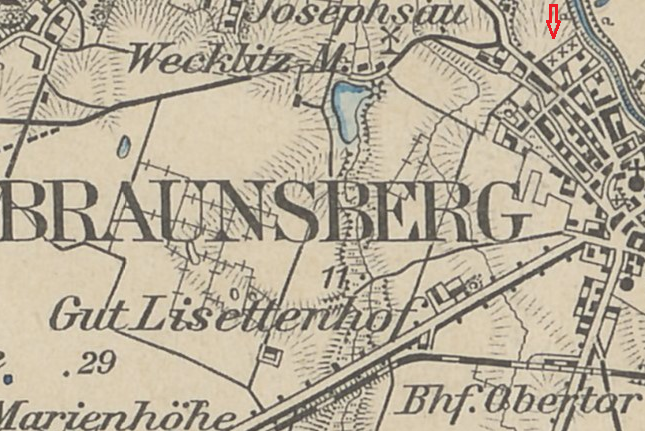
Cmentarz na mapie z 1913 roku

Położony jest pomiędzy ulicą Morską w Braniewie a rzeką Pasłęką. Powstał pod koniec XIX wieku jako kolejny cmentarz w mieście, gdyż brakowało już miejsca na pochówki na cmentarzu św. Jana, zaś pochówki na cmentarzu św. Katarzyny utrudniały po opadach zalegające wody gruntowe (naniesiony jest na mapie z 1913 roku, zdjęcie obok). Do 1945 roku nazywany był także „nowym cmentarzem” (neuer Friedhof) w przeciwieństwie do cmentarza św. Katarzyny określanego jako stary (alter Friedhof).
Ogrodzenie cmentarza od strony ulicy Morskiej tworzy mur z kamienia z kratą metalową oraz zachowana przedwojenna brama wjazdowa o cechach zabytkowych. Drogi wewnętrzne na cmentarzu są to alejki wyłożone kostką brukową. Zachowany został układ zieleni wysokiej. Cmentarz posiada jedno ujęcie wody z sieci wodociągowej. Na cmentarzu jest urządzonych 3219 miejsc grzebalnych. Cmentarz jest niemal w całości wypełniony grobami, a pochówki odbywają się do grobów istniejących lub likwidowanych.
Do II wojny światowej na cmentarzu znajdował się pomnik (Kriegerdenkmal) pamięci poległych żołnierzy w I wojnie światowej w latach 1914/1915 i tu pochowanych. Była to mała kapliczka wykonana z piaskowca z miedzianym dachem hełmowym, w niej rzeźba Matki Boskiej Bolesnej (łac. Mater Dolorosa). Kapliczka była autorstwa znanego elbląskiego rzeźbiarza Heinricha Splietha (1877–1929). Po wojnie niezachowana.
Po II wojnie światowej rozplantowano na nowo teren cmentarza, likwidując wszystkie przedwojenne nagrobki.
10 września 1994 na cmentarzu przy ul. Morskiej został odsłonięty pomnik upamiętniający tych, „którzy zginęli w Tajgach Sybiru i nie było im dane powrócić do ojczyzny” (na zdjęciu poniżej). Uroczystość tę rozpoczęła msza św. w bazylice św. Katarzyny. Po mszy procesja niosąc urnę, zawierającą listę rodaków, którym nie dane było powrócić z Syberii do ojczyzny, przeszła na cmentarz. Następnie urnę umieszczono wewnątrz pomnika, w czynności wmurowywania brali kolejno udział wszyscy, którzy przyczynili się do jego powstania. Inicjatorem postawienia tego pomnika był braniewski oddział Związku Sybiraków, z prezesem Eugeniuszem Kuncem na czele.
Na cmentarzu tym znajduje się również działka klasztoru oo. redemptorystów oznakowana dużym metalowym krzyżem, na niej chowani są zmarli zakonnicy (ojcowie i bracia) z pobliskiego klasztoru przy ul. Świętokrzyskiej. W 2023 roku znajdowało się tu 8 nagrobków ojców i braci zakonnych oraz 2 groby księży z parafii św. Katarzyny w Braniewie.

## Pochowani na cmentarzu przy ul. Morskiej w Braniewie
- Eugen Brachvogel (1882–1942) – ksiądz katolicki, historyk Warmii, pisarz, wychowawca i duszpasterz i społecznik działający na Warmii w pierwszej połowie XX wieku, rektor seminarium duchownego w Braniewie (grób niezachowany)
- Tadeusz Brandys (1936–2010) – prałat, wieloletni proboszcz bazyliki św. Katarzyny w Braniewie
- Wojciech Iwulski (1915–1990) – fotograf, uczestnik kampanii wrześniowej 1939, członek wywiadu Armii Krajowej, działacz społeczny
- Leon Jarmałkowicz (1941–2001) – nauczyciel, harcmistrz Związku Harcerstwa Polskiego, działacz społeczny
- Eugeniusz Kunc (1927–2010) – Sybirak, działacz społeczny, artysta rzeźbiarz
- Henryk Mroziński (1957–2015) – samorządowiec, w latach 1996–2002 wójt gminy Braniewo, w latach 2002–2014 burmistrz Braniewa
- Andrzej Piotrowski (1946–2014) – lekarz, poseł na Sejm II kadencji
- Stanisław Solarz CSsR (1894–1974) – redemptorysta, proboszcz parafii św. Krzyża w Braniewie, propagator kultu Matki Bożej Nieustającej Pomocy, nauczyciel, działacz społeczny na rzecz ubogich i opuszczonych, organizator tajnego nauczania w czasie wojny, odznaczony Złotym Krzyżem Zasługi przez prezydenta Ignacego Mościckiego
- Apolinary Skrodzki (1913–1986) – nauczyciel, społecznik, uczestnik kampanii wrześniowej, członek Armii Krajowej, pierwszy przewodniczący Towarzystwa Miłośników Braniewa
- Helena Tyszkiewicz (1928–2023) – bibliotekarka, poetka, pisarka, publicystka, animatorka życia kulturalnego i artystycznego ziemi braniewskiej

## Galeria zdjęć

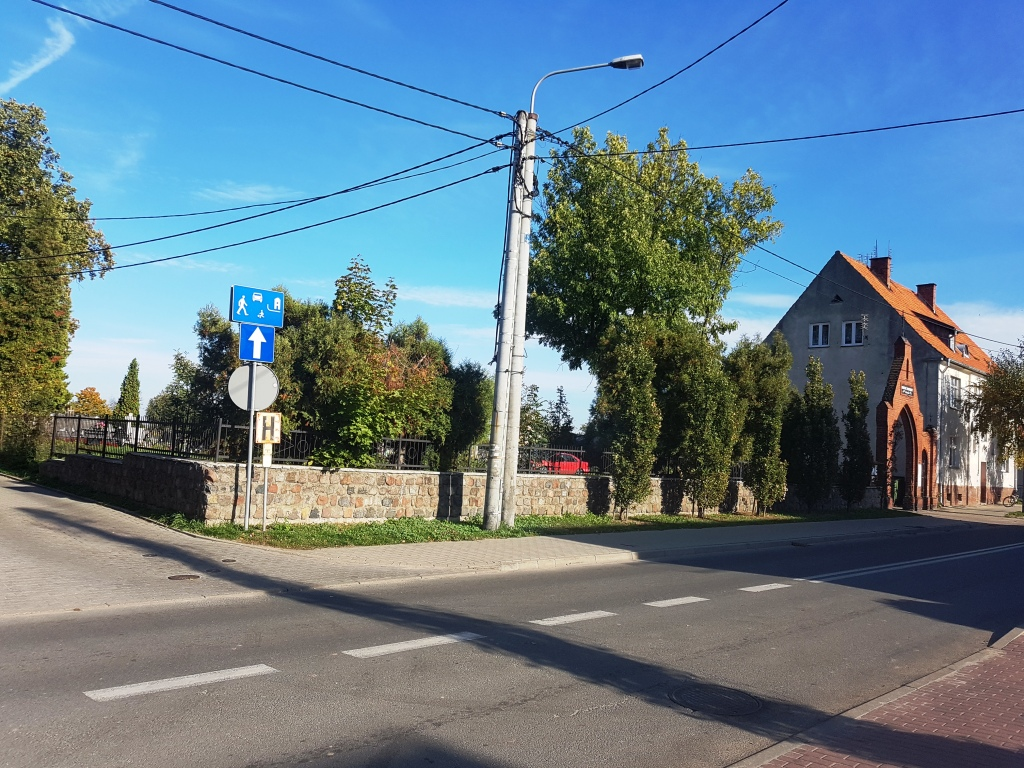
Brama i mur cmentarza, ulica Morska
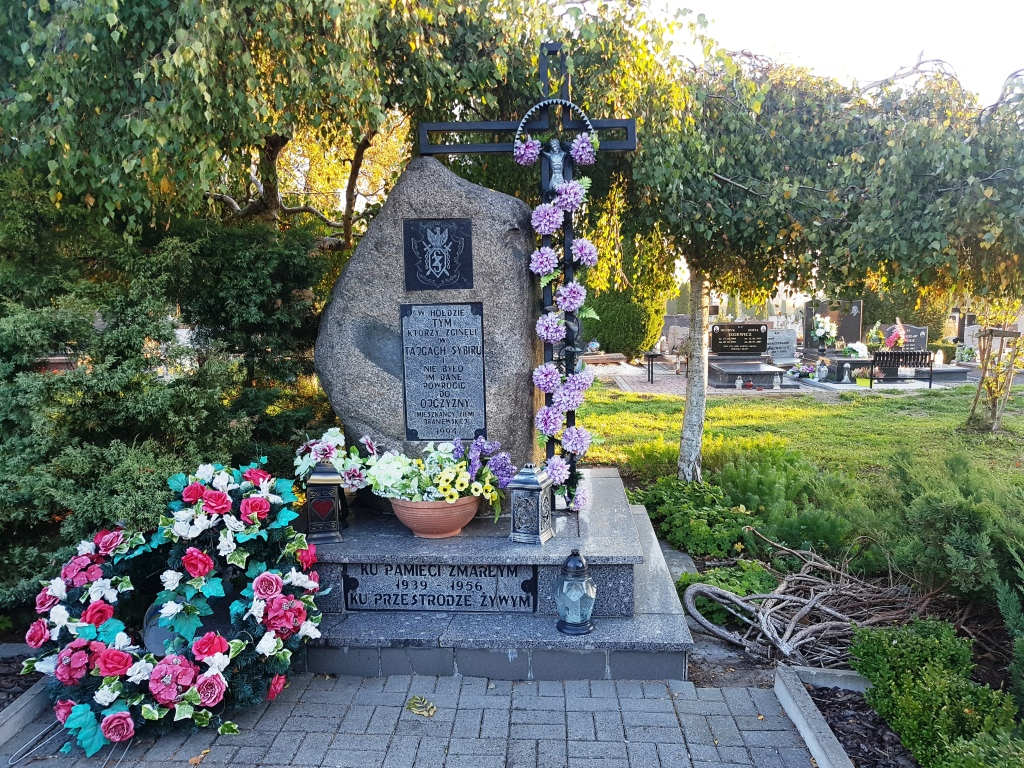
Kamień poświęcony pamięci ofiar 1939–1956
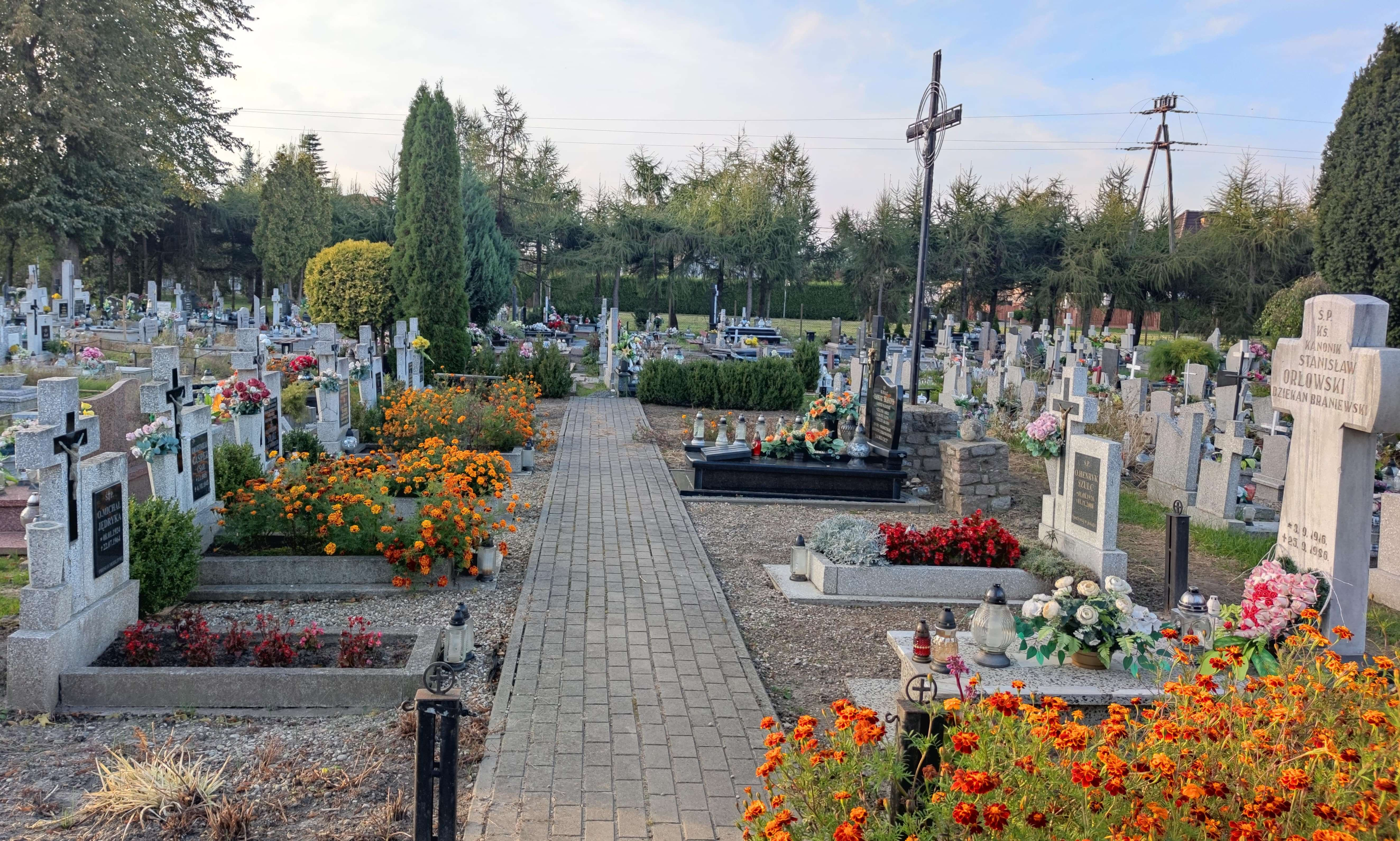
Działka oo. redemptorystów, mieszcząca groby osób duchownych
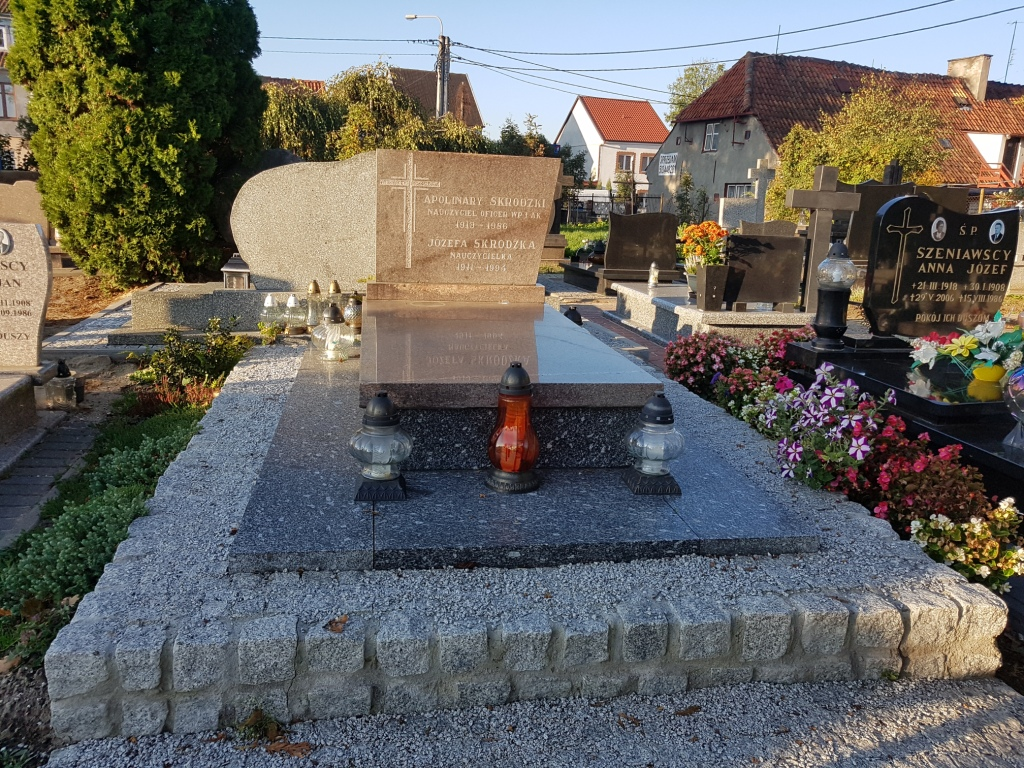
Zasłużeni dla Braniewa – Apolinary i Józefa Skrodzcy

## Patronka cmentarza
Święta Magdalena, patronka cmentarza, była pierwszą patronką Braniewa, lokowanego 27 grudnia 1254 przez biskupa Anzelma. Nie chodziło tu jednak o ową grzeszną Marię Magdalenę, która podczas uczty u Szymona obmywała łzami nogi Chrystusa, lecz o Marię Magdalenę z Magdalii, „apostołkę apostołów”, która następnie towarzyszyła Jezusowi i apostołom. Św. Magdalena też była drugą patronką wzniesionego w XIII w. kościoła św. Katarzyny w Braniewie. Jeszcze w 1828 przyszły biskup warmiński Ambroży Józef Geritz, wówczas kanonik warmiński, pisał, że św. Maria Magdalena jest patronką miasta, a nie kościoła. Od 2000 roku patronką miasta pozostaje błogosławiona Regina Protmann.